# Josephine Bracken
Josephine Bracken (3 octobre 1876 – 15 mars 1902) était la femme de droit commun du héros national des Philippines José Rizal. Des témoins ont affirmé que Rizal et Bracken s'étaient mariés religieusement le jour de l'exécution de Rizal (le 30 décembre 1896), mais aucun document officiel n'en atteste.
Tous deux se rencontrèrent em 1895 à Dapitan (Mindanao) où Rizal était en exil. Elle était venue consulter Rizal, qui était aussi médecin, avec son père adoptif George Taufer. Après l’exécution de Rizal, elle rejoignit les révolutionnaires du Katipunan dans leur guerre contre l’Espagne et participa à des combats. Durant la période coloniale américaine, elle resta aux Philippines où elle enseigna, et se remaria à Vicente Abad de Cebu avec qui elle eut une fille en 1900.
Elle mourut de la tuberculose à Hong Kong, sa ville natale, en 1902. Ses deux parents étaient irlandais.

## Sources
- J. De Pedro, Rizal through a glass darkly, University of Asia and the Pacific, 2005, p. 321.
- Benedict Richard O'Gorman Anderson, Under three flags: anarchism and the anti-colonial imagination, Verso, 2005, p. 132,  (ISBN 1-84467-037-6).
- Augusto V. de Viana, A Glimpse into the Life of Josephine Bracken, National Historical Institute, 18 septembre 2012.
- Vising B. Kennedy, The Irish connection: Josephine Bracken and Jose Rizal, Rappler, 3 novembre 2013.
- Trizer D. Mansueto, Whatever happened to Josephine Bracken?, Philippine Daily Inquirer 4 janvier 2013.